# Ferreira (Macedo de Cavaleiros)
Ferreira es una freguesia portuguesa del municipio de Macedo de Cavaleiros, con 19,57 km² de superficie y 222 habitantes (2001). Su densidad de población es de 11,3 hab/km².